# Двести лет вместе
«Две́сти лет вме́сте (1795—1995)» — литературно-историческое исследование А. И. Солженицына, посвящённое русско-еврейским отношениям в Российской империи, СССР и РФ в период между 1795 и 1995 годами. Первая часть охватывает период с 1795 по 1916 год, вторая — с 1917 года до конца XX века. Написана А.И.Солженицыным в возрасте 82 - 83 лет.
В предисловии к книге автор пишет, что многократно сталкивался с вопросом русско-еврейских взаимоотношений в ходе многолетней работы над исторической эпопеей «Красное колесо» и выражает надежду «найти доброжелательных собеседников и в евреях, и в русских».
Книга включает некоторые антисемитские идеи неославянофилов, хотя его подход является более искусным и квалифицированным.

## Издание
Впервые опубликовано издательством «Русский путь» в серии «Исследования новейшей русской истории» (выпуски 7 и 8) в двух томах:
- Часть I — Солженицын А. И. Двести лет вместе: В 2 т. Т. 1. — М.: Русский путь. 2001. 512 с. ISBN 5-85887-110-0. ББК 63.3 (2)
- Часть II — Солженицын А. И. Двести лет вместе: В 2 т. Т. 2. — М.: Русский путь. 2002. — 512 с., ил. ISBN 5-85887-151-8. ББК 63.3 (2)

Книга стала победителем конкурса «Лучшие издания XIV Московской международной книжной выставки-ярмарки» (2001).

## Содержание
Крупную работу, охватывающую историю отношений между русским и еврейским народами, автор предваряет призывом к взаимопониманию и признанию обид, причинённых друг другу; он выражает надежду, что его исследование послужит делу этого примирения. Солженицын, какими бы благими ни были его намерения, включил историю российских евреев в общую историософскую концепцию причин трагедии современной России, при этом часто искажая исторические записи. В первой части он утверждал, что положение еврейской общины при царизме часто было намного лучше, чем утверждают многие историки, что сопротивление руководства еврейских общин свело на нет многие попытки правительства улучшить положение евреев, и что, какими бы ни были недостатки официальной политики, либеральные и радикальные евреи совершили ошибку исторического масштаба, когда активно способствовали краху российского государства. Во второй части Солженицын показал, как российские евреи в непропорционально большой степени участвовали как в Февральской, так и в Октябрьской революциях 1917 года. Он осудил их активную поддержку революций и извлечение выгоды из советского режима в 1920-х и 1930-х годах. Затем он проследил судьбу советских евреев во время Второй мировой войны и Холокоста, а также антисемитской кампании Сталина, «борьбы с сионизмом» при его преемниках и последовавшей за этим борьбы за свободу эмиграции.
Самым цитируемым изданием в этом сочинении Солженицына стала Краткая еврейская энциклопедия..

## Отклики
«Двести лет вместе» вызвали волну как положительных, так и отрицательных откликов, а также обвинений автора в антисемитизме. Обозреватель журнала «Новое литературное обозрение» Борис Витенберг отмечает, что чем ближе к теме истории евреев в дореволюционной России была специализация автора отзыва, тем более критичным он был по отношению к Солженицыну, и, напротив, чем дальше компетенция рецензентов от проблематики книги, тем более восторженными были их оценки. Кроме того, он указал, что наиболее жёсткой критике книга подверглась со стороны учёных-историков, специализирующихся на данной теме. Канадский славист Зинаида Гимпелевич отмечает, что это самая спорная из книг Солженицына. Книга была оценена критикой как выдающееся интеллектуальное достижение «стареющего писателя». Однако при этом были отмечены предвзятость, догматизм, явные упущения и некорректные интерпретации.

### Положительные
Историк, религиовед и политолог Андрей Зубов: «Занимаясь более пятнадцати лет этническими отношениями в России, я могу сказать, что больший научный результат в исследовании русско-еврейских отношений, чем тот, которого достиг в своём первом томе новой книги Александр Исаевич, я себе помыслить не могу. Его исследование абсолютно не тенденциозно. В нём нет выпячивания, предпочтения ни еврейской, ни русской позиции, а есть стремление доискаться до правды, есть главное для историка достоинство: считать, что какой бы ни была правда, она всегда важнее для понимания и причин, и следствий — и ближайших, и отдалённых, — чем любая фальсификация, умолчание, затирание и затушёвывание. Правда должна быть высказана до самых последних основ, самых последних слов. Тогда есть возможность выздоровления».
Белорусский политолог еврейского происхождения Вольф Рубинчик, отвечая критикам, упрекавшим автора книги в необъективности, писал: «Писатель, даже лауреат Нобелевской премии и член Академии наук, не обязан быть объективным наравне с участниками научных дискуссий». В. Рубинчик задался вопросами: «может, именно таких трудов и не хватает в наше время?» и «разве не уместна пословица «Не люби потаковщика, люби спорщика», приведённая автором?» (по его мнению, кому-то из авторитетных белорусов следовало бы продолжить дело Солженицына и создать труд, посвящённый отношениям «литвинов» и «литваков», то есть белорусов и белорусских евреев). При этом были отмечены некоторые методологические погрешности книги «Двести лет вместе».

### Критические
После выхода книги споры о позиции Солженицына по еврейскому вопросу, имевшие место и ранее, вспыхнули снова. Несмотря на некоторые в целом благоприятные отзывы о первой части книги, работа подверглась широкой критике как в России, так и на Западе. Большинство научных откликов касались этой части, хотя некоторые из поднятых вопросов применимы и ко второй. Рецензенты подвергли сомнению опору Солженицына на несколько в значительной степени устаревших источников, указывали на избирательное и часто неправильное обращение с цитатами; работа не использовала русские источники, которые не соответствуют исторической интерпретации автора, а также многие важные западные исследования по этой теме. Они отмечали готовность автора оправдать царское правительство за антиеврейские эксцессы и возложить ответственность на других, включая самих евреев. Они осудили принятие Солженицыным антиеврейских стереотипов: в работе евреи представлены как сами ничего не производящие эксплуататорские разрушительные силы и заговорщики. В результате этих и других проблем, по словам историка Йоханана Петровского-Штерна, книга Солженицына станет «шедевром русской антисемитики».
Наиболее распространённой претензией со стороны специалистов к автору стало продвижение им собственной исторической концепции, согласно которой российские власти всемерно содействовали евреям, а они в ответ спаивали и порабощали русский народ, а также разрушали страну. Для этого автор, по мнению критиков, манипулировал использованными источниками, выпячивая то, что его концепции соответствовало, и замалчивая то, что ей противоречило.
Историк Йоханан Петровский-Штерн писал, что книга эта «самая что ни на есть антиеврейская, да ещё приправленная псевдонравственными сентенциями и обставленная псевдоакадемическими атрибутами» и что она «закрепляет все самые лживые, дурные, безосновательные, предрассудочные и, увы, ультраконсервативные представления о евреях, сложившиеся в традиции русской мысли».
Историк Геннадий Костырченко в журнале «Лехаим» отметил, что заявленная авторская позиция «над схваткой» является не более чем декларацией, поскольку в реальности Солженицын «стал обосновывать в основном только коллективную историческую вину одной стороны — еврейской. И именно эта подспудная направленность и стала одной из главных несущих конструкций идеологического каркаса книги». В другой статье в том же журнале, сравнивая «Двести лет вместе» с книгой историка Олега Будницкого «Российские евреи между белыми и красными (1917—1920)», Костырченко пишет, что «Солженицын, исследуя „раскалённую“ тему, задаётся вопросом „кто виноват?“ (и чаще отвечает: „евреи“)», а Будницкого прежде всего интересует фактическая сторона дела, и что Солженицын торопится вынести приговор, а Будницкий стремится к установлению истины. Он также писал в монографии «Сталин против „космополитов“. Власть и еврейская интеллигенция в СССР», что «в итоге бурного обсуждения большинство специалистов склонилось к тому, что этот труд, хотя и произвёл позитивный просветительский эффект, в научном отношении далёк от совершенства».
Библиограф Арон Черняк в статье на сайте «Тель-Авивского клуба литераторов» считает, что «как историческое исследование книга А. Солженицына „Двести лет вместе“ не может быть признана профессиональной, она не отвечает своей цели. Автор не создал какой-либо новой концепции развития еврейского вопроса в дореволюционной России. Основная задача исследования сформулирована недостаточно чётко, однако явно ощущается тенденция: смягчение официальной политики в еврейском вопросе, провозглашение равной вины и ответственности русской и еврейской сторон, а в некоторых случаях — преобладания в этом плане еврейской стороны. Общая картина, нарисованная автором, неполна и, главным образом, смещена по важным акцентам, далеко не всегда соответствует действительности».

## «Евреи в СССР и в будущей России»
В 2000 году некий Анатолий Сидорченко издал в Славянске книгу «Soli Deo Gloria», в которую включил раздел «Евреи в СССР и в будущей России», принадлежавший, по его утверждению, Александру Солженицыну и написанный в 1968 году. Солженицын, назвав составителя психически больным, отказался от причастности к этому сочинению, издание назвал хулиганской выходкой. Однако после выхода второго тома книги «Двести лет вместе» в нём были обнаружены массовые стилевые и текстуальные заимствования из сочинения «Евреи в СССР и в будущей России». Кроме того, в печати появились сведения о том, что опубликованный Сидорченко текст соответствует оригиналу рукописи, переданной ранее бывшей женой писателя Натальей Решетовской в архив Института русской литературы Российской академии наук.